# Museu da Mulher Henriette Bathily
O Museu da Mulher Henriette Bathily (em francês: Musée de la Femme Henriette Bathily - Mufem) é um museu e galeria de arte fundada o 17 de junho de 1994 pela jornalista senegalês Annette Mbaye d'Erneville em reconhecimento da história das mulheres e a sociedade tradicional de Senegal, do continente africano bem como um espaço de reivindicação pela igualdade de direitos entre homens e mulheres. O museu conta com uma colecção permanente e realiza exposições temporárias mostrando o trabalho de artistas senegalesas e africanas. De 1994 até 2014 o museu esteve localizado na ilha de Goreia, em frente à Casa dos Escravos sendo transferido a Dakar ocupando um dos dois panteones da Place du Souvenir africaine et a diaspora e reinaugurado em 2015. Na actualidade a directora executiva do museu é Awa Cheikh Diouf.

## História
O museu foi inaugurado o 17 de junho de 1994 na ilha de Goreia.

### Reyane Henriette Bathily
O museu leva o nome de Reyane Henriette Bathily conhecida por seu trabalho em rádio e televisão. Foi a primeira mulher senegalesa em realizar estudos na França no ano de 1947.  Também foi diretora de programas na rádio senegalesa. Era além de uma pessoa próxima a Annette Mbaye d'Erneville quem fundou o museu com seu nome uma década após sua morte e foi sua directora.

### Sede

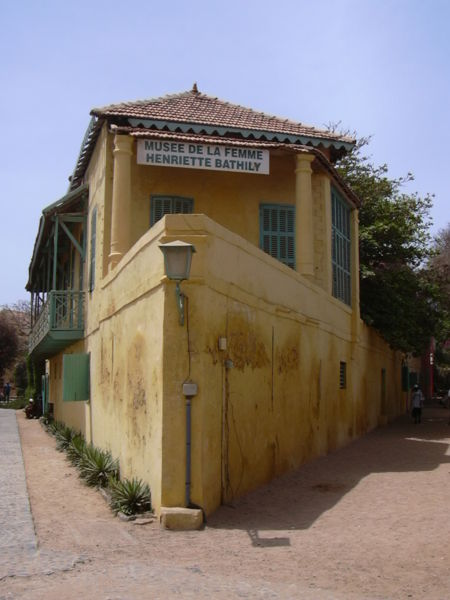
Edifício que abrigou o museu de 1994 até 2014, casa de Victoria Albis na ilha de Gorea

## O museu
O museu tem uma colecção permanente na que se mostram objetos e práticas tradicionais dos povos. Ademais organiza exposições temporárias com artistas senegalesas e africanas. Também oferecer espaços para reuniões e oficinas em apoio à emancipação das mulheres.
Durante sua primeira época na ilha de Goreia o museu organizou numerosos cursos de capacitação na que participaram muitas mulheres da ilha que residiam nos subúrbios de Dakar além das alunas do internado feminino de Gorea. Em 2005 enquanto iniciavam-se as negociações para um tratado de paz no conflito separatista de Casamance para discutir as contribuições e o papel das mulheres para manter a paz em Senegal.

## Colecções
Objetos do cotidianos, ferramentas agrícolas, instrumentos musicais, cerâmica, cestaria, bem como fotografias para compreender a vida cotidiana das mulheres. Também rende homenagem as grandes figuras da emancipação feminina de Senegal entre elas a novelista Aminata Sow Fall.

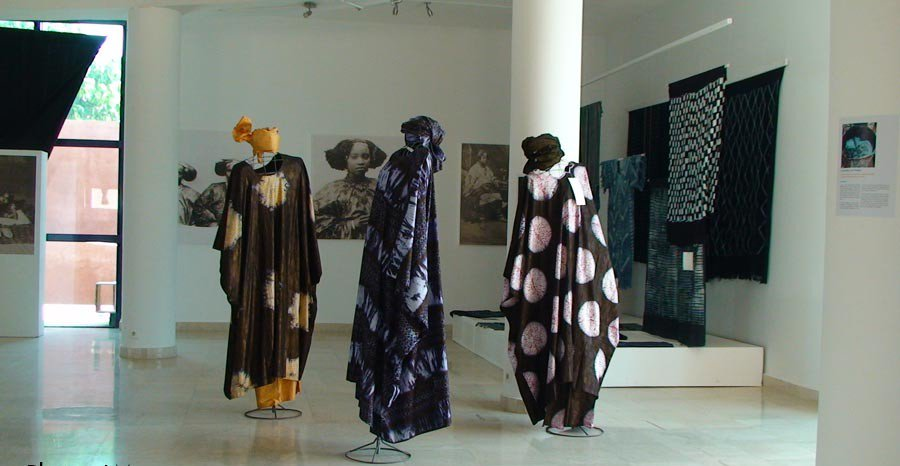
Museu da mulher Henriette Bathily em sua sede em Dakar